# Luis Moreno (futbolista)
Luis Moreno   () fou un futbolista panameny de la dècada de 2000. Fou 76 cops internacional amb la selecció de Panamà. Pel que fa a clubs, destacà a Tauro, Envigado i Independiente Santa Fe.